# Thomas Francken

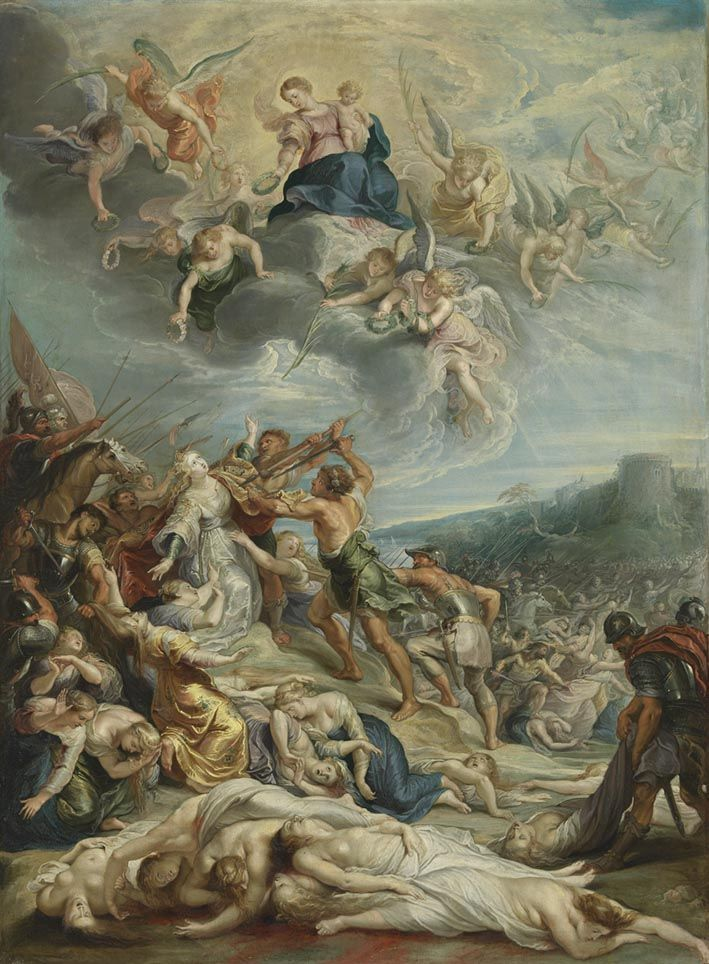
Martirio di san Ursula

Thomas Francken (Anversa, 1574 – Anversa, 1639-1659) è stato un pittore fiammingo, specializzato in dipinti a soggetto religioso, pittura ritrattistica e di genere.

## Biografia
Apparteneva alla famiglia di pittori Francken: era infatti figlio di Frans Francken I e di Elisabeth Mertens.
Dal 1600 al 1610 operò ad Anversa, dove nel 1600 o nel 1601 entrò a far parte della Corporazione di San Luca.
Successivamente si dedicò all'insegnamento formando molti allievi.
Si dedicò soprattutto alla pittura ritrattistica e di genere.

## Opere
- Paesaggio fluviale con Santa Maddalena e angeli, olio su rame, 51 x 59,5 cm, 1620, firmato[5]
- Crocifissione, olio su rame,  35 x 26 cm, attribuito[6]
- Madonna con bambino in un paesaggio, olio su tavola, 49,5 x 64,5 cm,  in collaborazione con Abraham Govaerts[7]